# Antía Yáñez
Antía Yáñez Rodríguez (Burela, Lugo, 1991) es una escritora española. 

## Biografía
Estudió Secundaria y Bachillerato en el IES Perdouro (Burela). Aunque es ingeniera de caminos, no ha llegado a ejercer como tal. Trabaja en una academia, e impartiendo fuera de ella distintas actividades para niños, algunas literarias y otras sobre igualdad y lucha contra la violencia de género lo que compagina con la escritura y la participación en encuentros literarios
Algunas de sus obras son de género infantil; en la primera, O misterio de Portomarín (en castellano, El misterio de Puertomarín), está ambientada en el entorno de su pueblo natal, y en ella tienen importancia tanto la comunidad caboverdiana, como el Torque de Burela, al que dedicó el título de su tercera obra.
En 2018 publicó la novela Senlleiras, ya dedicada a un público más adulto, en la que se narra la investigación de unos crímenes y se trata la violencia de género en dos historias separadas en el tiempo. Según declaró en una entrevista, su intención era escribir sobre mujeres de su edad con los que se sintiese identificada, ya que lo común en la literatura es que los papeles protagónicos los llevasen a cabo hombres; para ello, puso el ejemplo de Harry Potter, una de las sagas que le introdujo en el mundo de la lectura, junto con la de Los Cinco de Enid Blyton. Por este libro ganó el premio Illa Nova.

## Obras
- Yáñez, Antía (7 de diciembre de 2016). O misterio de Portomarín [El misterio de Puertomarín] (en gallego). Galaxia. ISBN 978-8491510215.
- Yáñez, Antía (13 de julio de 2018). Senlleiras [Solitarias] (en gallego). Galaxia. ISBN 978-84-9151-190-8.
- Yáñez, Antía (1 de julio de 2019). O misterio do torque de Burela [El misterio del torque de Burela] (en gallego). Ilustrado por Kristina Sabaite. Galaxia. ISBN 978-84-9151-355-1.
- Yáñez, Antía (2019). Be water [Sé agua] (en gallego). Cuarto de inverno. ISBN 978-84-09-15876-8.
- Yáñez, Antía (10 de septiembre de 2020). Plan de rescate (en gallego). Xerais.
- Yáñez, Antía (2022). Non penses nun elefante rosa (en gallego). Xerais.
- Yáñez, Antía (2022). No pienses en un elefante rosa. Contraluz editorial.

## Premios
- XI Certamen de Microrrelatos de la Lonxa Literaria, 2013.[14][15]
- Premio de Relatos Cortos Os Viadutos, 2014 y 2017.[15]
- Certamen Literario de Poesía y Narración Breve de Cambre en 2016.[16][15]
- II Premio Illa Nova de Narrativa, 2018.[12]
- III Premio Agustín Fernández Paz de narrativa infantil e xuvenil pola Igualdade, por Plan de rescate, 2019.[17][18]